# Akkayapalle
Akkayapalle é uma vila no distrito de Cuddapah, no estado indiano de Andhra Pradesh.

## Demografia
Segundo o censo de 2001, Akkayapalle tinha uma população de 18 247 habitantes. Os indivíduos do sexo masculino constituem 51% da população e os do sexo feminino 49%. Akkayapalle tem uma taxa de literacia de 62%, superior à média nacional de 59,5%; com 58% para o sexo masculino e 42% para o sexo feminino. 14% da população está abaixo dos 6 anos de idade.